# 李佺 (唐朝)
李佺（?—?），又作李诠，唐朝宗室，襄邑王李神符的孙子，魏郡公李文暕的儿子。
李文暕在武则天称制时遇害，李佺与弟弟李挺、李捷在唐中宗重祚后复官。李挺是李程的曾祖父，李捷是李石的曾祖父。开元年间，李佺为宗正卿。开元二十年（732年）后突厥毗伽可汗去世，唐玄宗派宗正卿李佺出使吊祭，册封伊然可汗，为毗伽可汗立庙及碑。